# Massimo Campigli
Massimo Campigli, pseudonimo di Max Ihlenfeld (Berlino, 4 luglio 1895 – Saint-Tropez, 31 maggio 1971), è stato un pittore italiano.

## Biografia

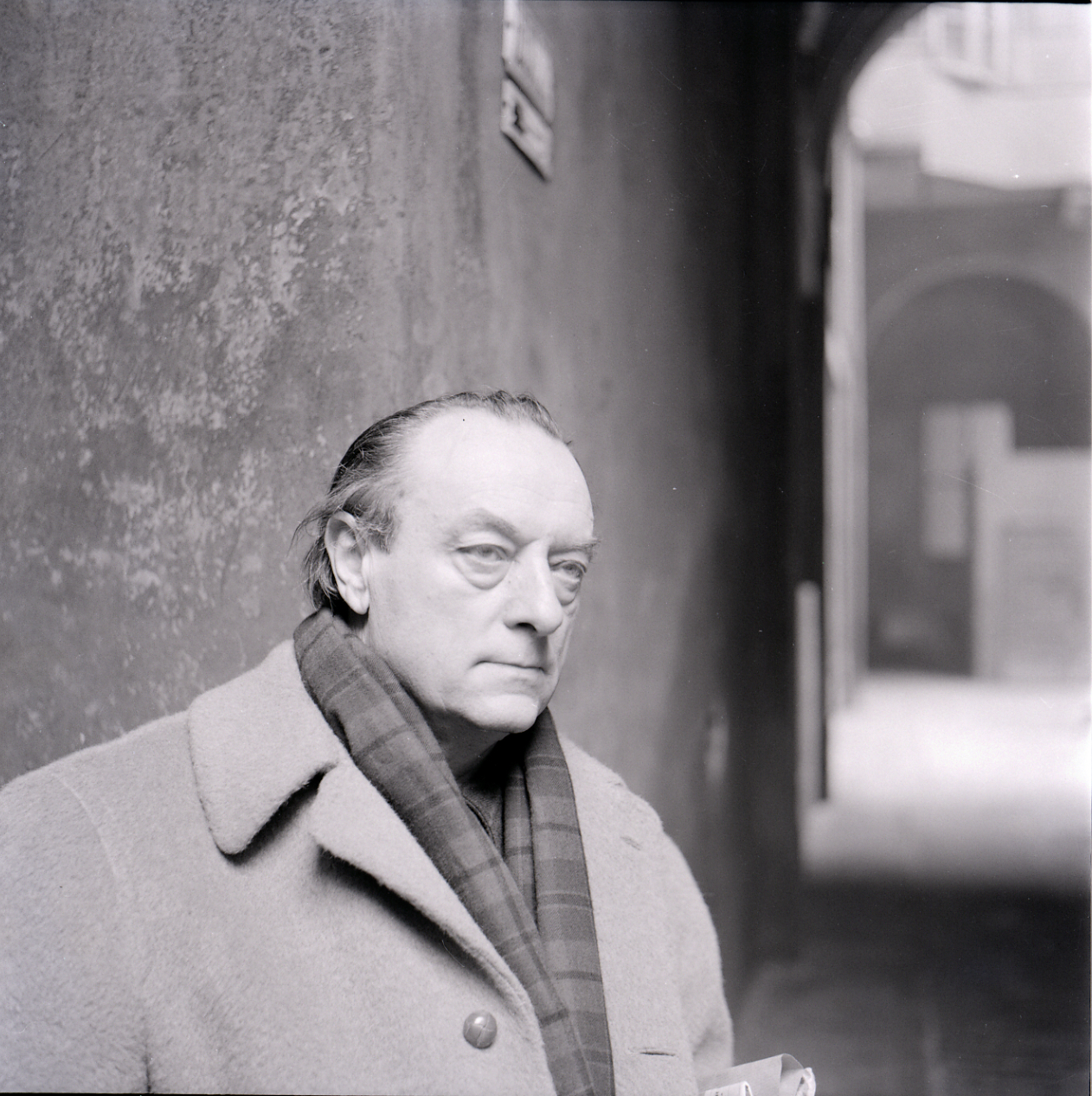
Massimo Campigli fotografato da Paolo Monti (Fondo Paolo Monti, BEIC)

Max Ihlenfeld (poi Massimo Campigli), figlio naturale di genitori tedeschi, nasce a Berlino il 4 luglio 1895.
La madre, Anna Paolina Luisa Ihlenfeld, appena diciottenne e di origine alto borghese, lo affida alle cure della nonna materna che vive a Settignano, presso Firenze, dove la giovane donna e il bambino si trasferiscono. Agli occhi del mondo Anna Paolina risulta essere una sua zia.
Nel 1899 Anna Paolina sposa Giuseppe Bennet, cittadino britannico, rappresentante di una ditta inglese di colori. Si trasferiscono in piazza Beccaria a Firenze, dove vanno a vivere portando con loro il piccolo Max sempre sotto mentite spoglie. La famiglia si trasferisce successivamente in via Cittadella, poi, nel 1909 a Milano, in via Guerrazzi. Qui il ragazzo, ormai quattordicenne, prende i primi contatti con i futuristi e inizia la sua avventura pittorica.
Nel 1910 Max apprende in modo casuale, attraverso uno scritto trovato in casa, di essere il figlio naturale di "zia" Anna.
Nel 1911 muore Giuseppe Bennet, la madre rimane sola con Max e le due figlie avute dal suo matrimonio con Bennet.

### Gli esordi come giornalista
Nel 1914 Max viene assunto al Corriere della Sera come segretario particolare di Renato Simoni. Max in quel periodo si avvicina alla corrente futurista milanese conoscendo Umberto Boccioni e Carlo Carrà, e con lo pseudonimo di Massimo Campigli pubblica sulla rivista Lacerba un saggio, Parole in libertà, che lui stesso definirà anni dopo, nel manoscritto Scrupoli, essere stato uno "sciocchezzaio futurista".

### L'esperienza bellica
All'ingresso in guerra dell'Italia contro gli Imperi centrali, Campigli si arruola volontario nell'esercito italiano, avendo prima fatto richiesta di cittadinanza, ma senza successo. Inviato prima presso il 54º Fanteria ad Ivrea, combatte con il grado di sottotenente col 133º Fanteria sull'Isonzo e sul Carso.
Nell'agosto 1916 viene fatto prigioniero e rinchiuso nella fortezza di Sigmundsherberg, a nord di Vienna. Riesce a fuggire dalla prigionia e raggiunge Mosca nel giugno 1917, dopo aver attraversato l'Ungheria, la Moldavia e l'Ucraina. Da Mosca, allo scoppio della "Rivoluzione d'ottobre", si trasferisce a Murmansk da cui raggiungerà in ottobre Londra.
Nel 1918, tornato a Milano, gli viene concessa la cittadinanza italiana per valor militare e viene riassunto dal Corriere della Sera.

### Il primo periodo parigino
Nel mese di giugno 1919 viene inviato dal Corriere della Sera a Parigi e in qualità di corrispondente si appoggia alla redazione del "Matin".
A Parigi Campigli si appassiona alla pittura, vive alcuni anni intensissimi facendo il pittore di giorno ed il giornalista di notte.
Il giornale gli passa uno stipendio decoroso, ma per poter vivere la sua doppia vita da giornalista e da pittore, ed aiutare anche la famiglia a Firenze, è costretto a vivere prima in uno squallido studio in Rue Daguerre e poi in Rue d'Alesia.
Abitando a Montparnasse, frequenta il "Cafè Dôme", ritrovo di artisti dell'École de Paris.

### L'inizio della carriera artistica
Rivelatosi un ottimo pittore, già dal 1921 partecipa al "Salon d'Automne" con il dipinto L'arrotino.
Nel 1922 vende alcune sue opere al noto mercante d'arte parigino Léonce Rosenberg.
Nel gennaio 1923 per la prima volta espone a Roma, con una prefazione di Emilio Cecchi, alla "Casa d'aste Bragaglia". Nello stesso anno partecipa nuovamente a Parigi al "Salon d'Automne".
Nel 1925 sarà presente al "Salon des Indépendants", al "Salon des Tuileries", e al "Salon d'Automne".
Nel 1926 espone a Milano alla "Prima Mostra del Novecento".
Nel mese di dicembre si sposa con la prima moglie, la pittrice rumena Magdalena Radulescu detta: "Dutza".
Nel 1927 Massimo Campigli, che ormai può vivere delle sue opere, lascia l'incarico al Corriere della Sera per dedicarsi interamente alla pittura. Espone a Parigi, Zurigo, Dresda, Amburgo e Amsterdam.
Forma (con Giorgio de Chirico, Mario Tozzi, Gino Severini, Filippo de Pisis, Renato Paresce e Alberto Savinio) il gruppo denominato "I sette di Parigi" (detto anche "Italiens de Paris"), sodalizio durato fino al 1932.

### La fascinazione etrusca

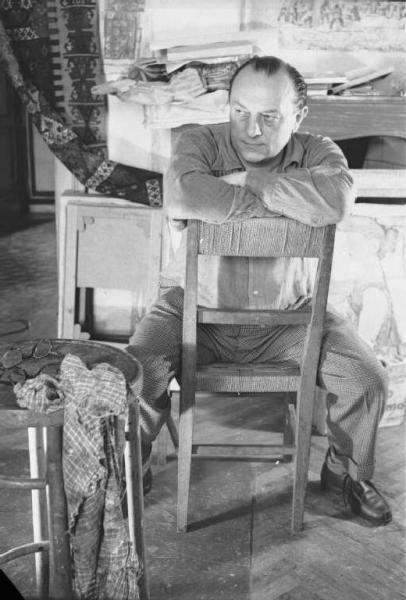
Massimo Campigli fotografato nel suo studio da Federico Patellani, 1947

Nel 1928 fa un viaggio in Italia con la moglie Dutza per visitare i parenti a Firenze; in estate si reca a Roma e, visitando il Museo nazionale etrusco di Villa Giulia, rimane affascinato dall'Arte Etrusca.
Evidentemente impressionato dagli affreschi antichi il pittore modifica il suo modo di dipingere, avvicinando la sua tecnica pittorica all'affresco, utilizzando pochi colori e geometrizzando figure ed oggetti.
Il cammino artistico del pittore lo porta a ripudiare le precedenti esperienze pittoriche, che lui stesso definirà "tentativi contraddittori", fino a ridipingere le sue vecchie tele.
Trascorre poi la fine dell'estate in Romania.
Sempre nel 1928 Campigli è invitato alla Biennale veneziana con una sala, mentre una mostra a Parigi nel 1929 alla "Galleria Jeanne Bucher", intorno alla quale gravitano gli artisti più impegnati dell'epoca, ne decreta la sua fortuna internazionale e il suo successo.
Partecipa inoltre alla Seconda mostra del Novecento italiano, presenta una Personale alla galleria Barbaroux ed alla Galleria del Milione a Milano, continuando negli anni successivi a produrre ed a esporre senza sosta nelle maggiori città del mondo (a Lipsia, Parigi, Madrid e a Mosca). Il suo dipinto del 1925 Le cucitrici viene acquistato ed esposto a Mosca al Museo d'Arte Occidentale (sarà quindi esposto a partire dal 1948 al Museo dell'Ermitage di San Pietroburgo).
Campigli nel 1936 a Milano sposa, in seconde nozze, la scultrice Giuditta Scalini. In gennaio espone a New York alla "Julian Levy Gallery" e il successo ottenuto gli procura una serie di ritratti da parte dei suoi collezionisti americani.

### La pittura murale
Campigli, firmatario nel 1933 con Carrà e Funi del “Manifesto della pittura murale” di Sironi, nello stesso anno decora, insieme a Funi, De Chirico, Sironi e Severini, il salone delle cerimonie alla Triennale di Milano (ora distrutto), una delle prime esperienze di pittura parietale.
Del 1937 è invece una decorazione per la Società delle Nazioni a Ginevra, I costruttori (opera che però lo stesso Campigli definirà "tecnicamente interessante, ma poco ispirata").
Successivamente inizia la decorazione del padiglione italiano dell'Esposizione universale di New York.
Nel 1938 rientra in Italia con il transatlantico Vulcania per eseguire un grande affresco al Palazzo di Giustizia di Milano, intitolato Non uccidere.
Del 1939-40 è invece la grande decorazione dell'atrio del Palazzo Liviano di Padova che ricopre trecento metri quadrati di superficie, a cui Campigli, aiutato da Giuditta, lavora per più di cinque mesi.
L'artista scriverà nel 1940:
()

### La guerra e il dopoguerra
Durante la seconda guerra mondiale, per sfuggire ai bombardamenti di Milano, si rifugiò con la moglie a Venezia come ospite del poeta Diego Valeri, dove nacque il loro unico figlio Nicola.
Al termine della guerra, ritornati a Milano, Campigli si dedica molto alla litografia. Illustra le Poesie di Paul Verlaine per le edizioni della "Conchiglia".
Dopo l'esposizione del 1946 alla Galleria del Cavallino di Venezia, Campigli tiene la prima importante personale allo Stadelijk Museum di Amsterdam che, nell'occasione, acquista alcuni suoi quadri.
Partecipa inoltre alla "Esposizione d'Arte Contemporanea" alla Galleria d'Arte Moderna di Roma.
Nel 1948 la Galleria dell'Obelisco di Roma organizza la sua prima Retrospettiva che ripercorre vent'anni di lavoro dell'artista.

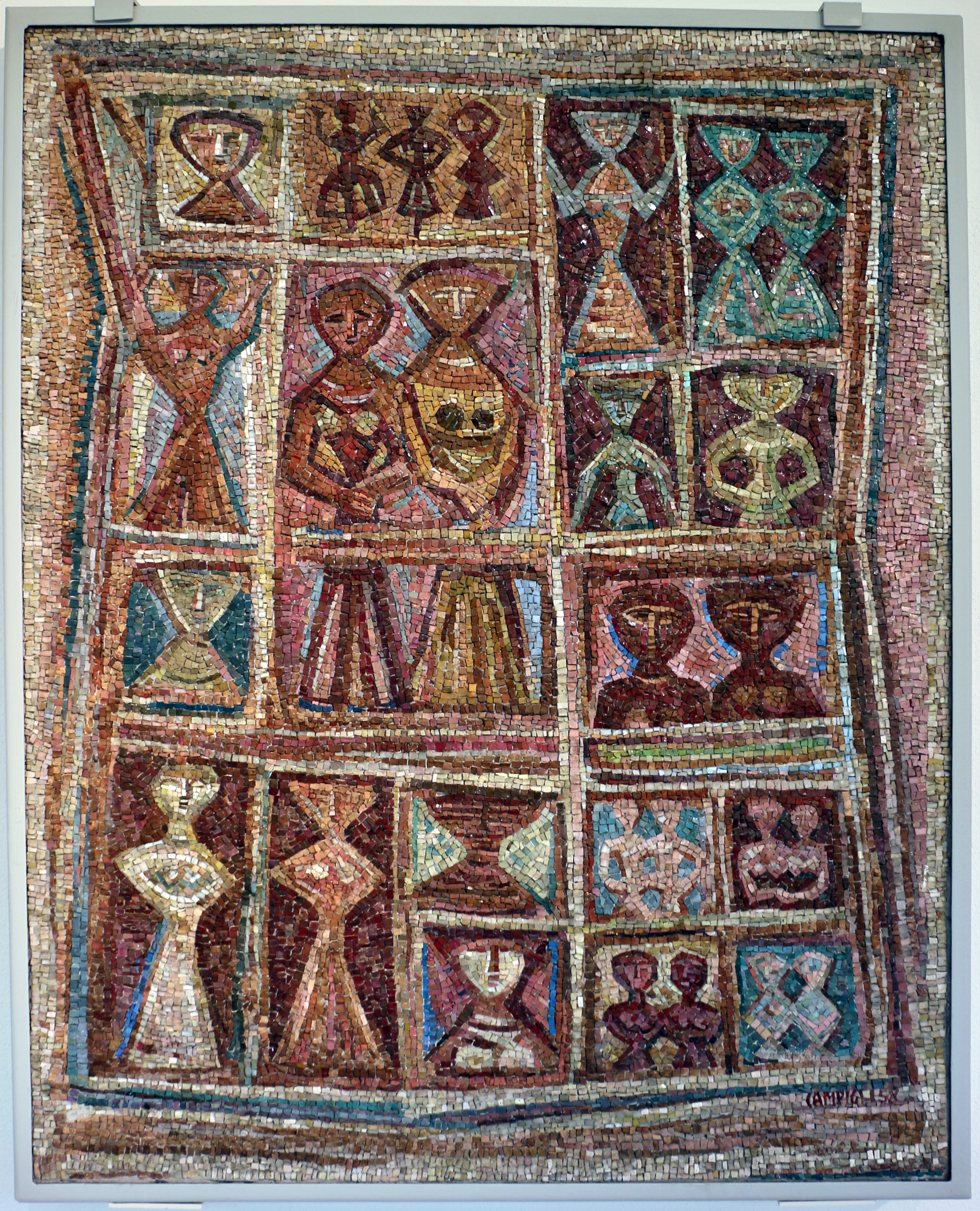
Renato Signorini su disegno di Massimo Campigli, La casa delle gemelle, 1959, Museo d'arte della città di Ravenna

### Il secondo periodo parigino
Nel 1949 lascia Milano per trasferirsi con tutta la famiglia a Parigi in Rue Delambre, nel cuore di Montparnasse.
Massimo Campigli, che ormai è pittore internazionale, fa della "Galerie de France" a Parigi la base espositiva dei suoi lavori, e a giugno espone al MoMA di New York sei importanti dipinti comparendo accanto ai nomi più prestigiosi dell'arte italiana nella rassegna: Twenty-century Italian Art.
Nel periodo 1949-50 accetta di partecipare alla formazione dell'importante collezione Verzocchi sul tema del lavoro, e realizza, insieme ad un autoritratto, L'architrave. La Collezione Verzocchi è conservata oggi al Palazzo Romagnoli di Forlì.
Nel 1950 è nuovamente presente alla Biennale di Venezia, mentre espone a Parigi, Londra, Manchester e Boston.
Proseguendo la sua intensissima attività, partecipa alle Biennali di Venezia negli anni 1952, 1954, 1958 e con una sala personale nel 1962.
Nel 1955 Massimo Campigli espone nuovamente, fra un grandissimo interesse, allo Stedelijk Museum di Amsterdam, e nel 1956 alla Tate Gallery di Londra.
Nel mese di giugno 1958 espone a Copenaghen e poi alla
Galleria Nazionale d'Arte Moderna di Roma, mentre la Civica Galleria d'Arte Moderna di Torino gli organizza nel 1959 una mostra personale.
Ormai Campigli frequenta sempre più lo studio di Saint-Tropez.

### I riconoscimenti
Nel mese di ottobre 1958 viene nominato dal Presidente della Repubblica Giovanni Gronchi "Commendatore al Merito della Repubblica".
Nel mese di maggio 1961 a Parigi esce la monografia di A. Chastel intitolata Les Idoles de Campigli in occasione della mostra alla Galerie de France.
Marcel Arland espone le ultime litografie alla "Galerie La Hune".
La rassegna biennale "France - Italie" dedica a Campigli il posto d'onore con una grande antologica.
Ad aprile 1963 una nuova mostra alla Galleria dell'Obelisco di Roma.

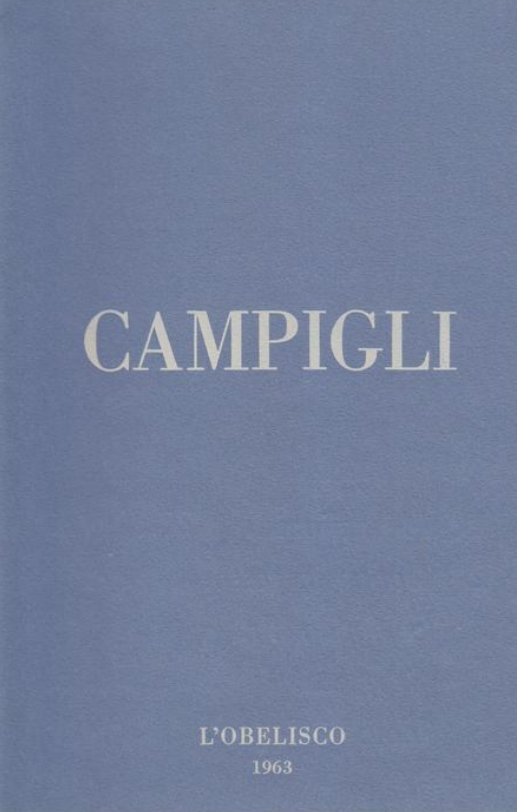
Plaquette della mostra alla Galleria dell'Obelisco di Roma, 1963

La mostra più importante del 1963 sarà però una grande Antologica a Venezia nelle sale dell'Ala Napoleonica in Piazza San Marco.
Seguiranno le personali di Monaco di Baviera, di Melbourne, di Sydney e di Parigi.
Già da tempo Accademico della "Reale Accademia del Belgio", gli viene conferita a Roma nel 1965 la nomina di: "Accademico di San Luca".

### Gli ultimi anni
Il 1966 è un anno molto difficile per Campigli: Giuditta muore, in luglio, a Saint-Tropez, dopo una lunga malattia.
Il successo è ormai cosa acquisita, mostre personali a: Tokyo, Osaka, Parigi, Roma e Milano. Le sue opere sono esposte nelle principali rassegne internazionali.
Dal 1967 Campigli divide la sua vita tra lo studio di Saint-Tropez e quello di Roma, mentre Parigi viene sempre più abbandonata.
Prepara con entusiasmo la seguitissima Antologica che Milano gli dedicherà al Palazzo Reale nel mese di giugno.
La sera del 31 maggio 1971 è stroncato da attacco cardiaco a Saint-Tropez.

## Opere
- Il Belvedere, 1930
- Due Donne, 1940, olio su masonite, 37x31 cm, collezione privata
- Due donne, 1943
- Sei donne, 1945
- Autoritratto, 1946

## Massimo Campigli nei musei

### Musei in Italia

#### Calabria
- Palazzo della cultura "Pasquino Crupi" - Reggio Calabria
  - Ballerine (1928)

#### Emilia-Romagna
- Galleria d'arte moderna Ricci Oddi di Piacenza, 1 opera:
  - Ritratto di Bruno Barilli (1928)
- Palazzo Romagnoli di Forlì, 1 opera:
  - L'architrave (1949)
- MAGI '900 - Museo delle eccellenze artistiche e storiche di Pieve di Cento, 1 opera:
  - Giocatrici di Ping Pong (1951)

#### Friuli Venezia Giulia
- Museo di arte moderna e contemporanea di Udine, 2 opere:
  - Mezza figura con vaso (1928)
  - Testa di fanciulla (1943)

#### Lazio
- Galleria nazionale d'arte moderna e contemporanea (GNAM) di Roma
- Galleria d'arte moderna di Roma Capitale di Roma, 1 opera:
  - Le spose dei marinai (1934)
- Palazzo Merulana di Roma, 3 opere:
  - Figure; le amiche (1928)
  - I gemelli (1929)
  - Donna con veletta (1936)

#### Liguria
- Museo d'arte di Palazzo Gavotti di Savona, 1 opera:
  - L'amazzone (1953)

#### Lombardia
- Museo del Novecento di Milano, 2 opere:
  - La scala (1929)
  - Ritratto del pittore Achille Funi (1931)
- Galleria d'Arte Moderna di Milano, 1 opera:
  - Donna allo specchio (1934)
- Pinacoteca di Brera di Milano
- Casa-museo Boschi Di Stefano di Milano, 4 opere:
  - Les recluses (1930)
  - La petite reine (1930)
  - Donne salutanti (1931)
  - Ritratto di giovinetta (inizio anni '30)
- Villa Necchi Campiglio di Milano, 1 opera:
  - Autoritratto (post 1930)
- GAMeC di Bergamo

#### Piemonte
- GAM di Torino, 2 opere:
  - Ritratto di signora (1924)
  - Giocoliere (1945-46)
- Collezione Cerruti di Rivoli (Torino), 4 opere:
  - Collana di perle (1946)
  - Composizione (1947)
  - Composizione (1948)
  - Le amiche (1954)

#### Sicilia
- Galleria d’arte moderna di Palermo

#### Toscana
- Museo Novecento di Firenze, 1 opera:
  - Testa di donna (1932)
- Collezione Roberto Casamonti di Firenze, 1 opera:
  - Donne ai tavolini (1952)
- GAMC di Viareggio, 1 opera:
  - Idolo (1968)

#### Trentino-Alto Adige
- MART di Rovereto, 1 opera:
  - I costruttori (1928)

#### Veneto
- Galleria Peggy Guggenheim di Venezia, 1 opera:
  - Il gioco a palla (1946)
- Ca' Pesaro di Venezia, 6 opere:
  - Le Amazzoni (1928)
  - La figlia del carceriere (1929)
  - Donne con ombrello (figure) (1932)
  - Donna ingioiellata (1942)
  - Donna velata (1946)
  - Passeggiata (1955)
- Galleria d'arte moderna Carlo Rizzarda di Feltre, 3 opere:
  - Idoli (1962)
  - Teatro (1969)
  - Danzatrici (1969)

### Musei all'estero

#### Europa
- Musei Vaticani, Città del Vaticano
- Museo delle belle arti, Bilbao, Spagna
- Musée d'art moderne de la Ville de Paris, Parigi, Francia
- Centro Georges Pompidou, Parigi, Francia
- Kunsthaus di Zurigo, Zurigo, Svizzera
- Von Der Heydt Museum, Wuppertal, Germania
- Museo Kröller-Müller, Oterlo, Paesi Bassi
- Museo Stedelijk, Amsterdam, Paesi Bassi
- Estorick Collection of Modern Italian Art, Londra, Regno Unito
- Moderna Museet, Stoccolma, Svezia
- Galleria nazionale finlandese, Helsinki, Finlandia
- Galleria nazionale, Lubiana, Slovenia
- Museo nazionale, Varsavia, Polonia
- Ermitage, San Pietroburgo, Russia
- Museum of Art, Tel Aviv, Israele

#### Resto del mondo
- Boca Raton Museum of Art, Boca Raton, USA
- Philadelphia Museum of Art, Philadelphia, USA
- The University of Michigan Museum of Art, Michigan, USA
- The City Art Museum, St. Louis, USA
- Virginia Museum of Fine Art (The Catesby Jones Collection), Richmond, USA
- Museum of Modern Art, New York, USA
- MAC USP (Museu de Arte Contemporânea da Universidade de São Paulo), São Paulo, Brasile
- Ikeda Museum of 20th Century Art, Shizuoka, Giappone